# Thobias Fredriksson
Karl Daniel Thobias (Thobias) Fredriksson (Dals Rostock, 4 april 1975) is een Zweedse langlaufer. 

## Carrière
Fredriksson won in 2003 de wereldtitel op de sprint. Fredriksson won samen met Björn Lind tijdens de Olympische Winterspelen 2006 de gouden medaille op het nieuwe onderdeel de teamsprint en de bronzen medaille op de individuele sprint. Fredriksson won zeven wereldbekerwedstrijden, tweemaal de teamsprint en vijfmaal de sprintwedstrijd. 

## Belangrijkste resultaten

### Wereldkampioenschappen
| Jaar | Plaats        | Resultaten                                |
| ---- | ------------- | ----------------------------------------- |
| 2001 | Lahti         | 11e sprint (vrije stijl)                  |
| 2003 | Val di Fiemme | sprint (vrije stijl)                      |
| 2005 | Oberstdorf    | sprint (klassieke stijl) · 9de teamsprint |
| 2009 | Liberec       | 29de sprint (vrije stijl)                 |

### Olympische Winterspelen
| Jaar | Plaats         | Resultaten                                          |
| ---- | -------------- | --------------------------------------------------- |
| 2002 | Salt Lake City | 17de sprint (vrije stijl)                           |
| 2006 | Turijn         | sprint (vrije stijl) · teamsprint (klassieke stijl) |

### Wereldbeker
Eindklasseringen
| Seizoen   | Plaats |
| --------- | ------ |
| 1996/1997 | 79ste  |
| 1997/1998 | 30ste  |
| 1998/1999 | 43ste  |
| 1999/2000 | 73ste  |
| 2000/2001 | 31ste  |
| 2001/2002 | 30ste  |
| 2002/2003 | 17ste  |
| 2003/2004 | 9ste   |
| 2004/2005 | 18ste  |
| 2005/2006 | 7de    |
| 2006/2007 | 49ste  |
| 2007/2008 | 64ste  |
| 2008/2009 | 110ste |
| 2009/2010 | 96ste  |

Wereldbekerzeges
| Datum           | Plaats     | Onderdeel                |
| --------------- | ---------- | ------------------------ |
| 20 maart 2003   | Borlaenge  | Sprint (vrije stijl)     |
| 26 oktober 2003 | Düsseldorf | Teamsprint (vrije stijl) |
| 18 januari 2004 | Nove Mesto | Sprint (vrije stijl)     |
| 5 maart 2004    | Lahti      | Sprint (vrije stijl)     |
| 7 maart 2006    | Borlaenge  | Sprint (vrije stijl)     |
| 15 maart 2006   | Changchun  | Sprint (vrije stijl)     |
| 28 oktober 2007 | Düsseldorf | Teamsprint (vrije stijl) |